# الصراع الإثيوبي الصومالي

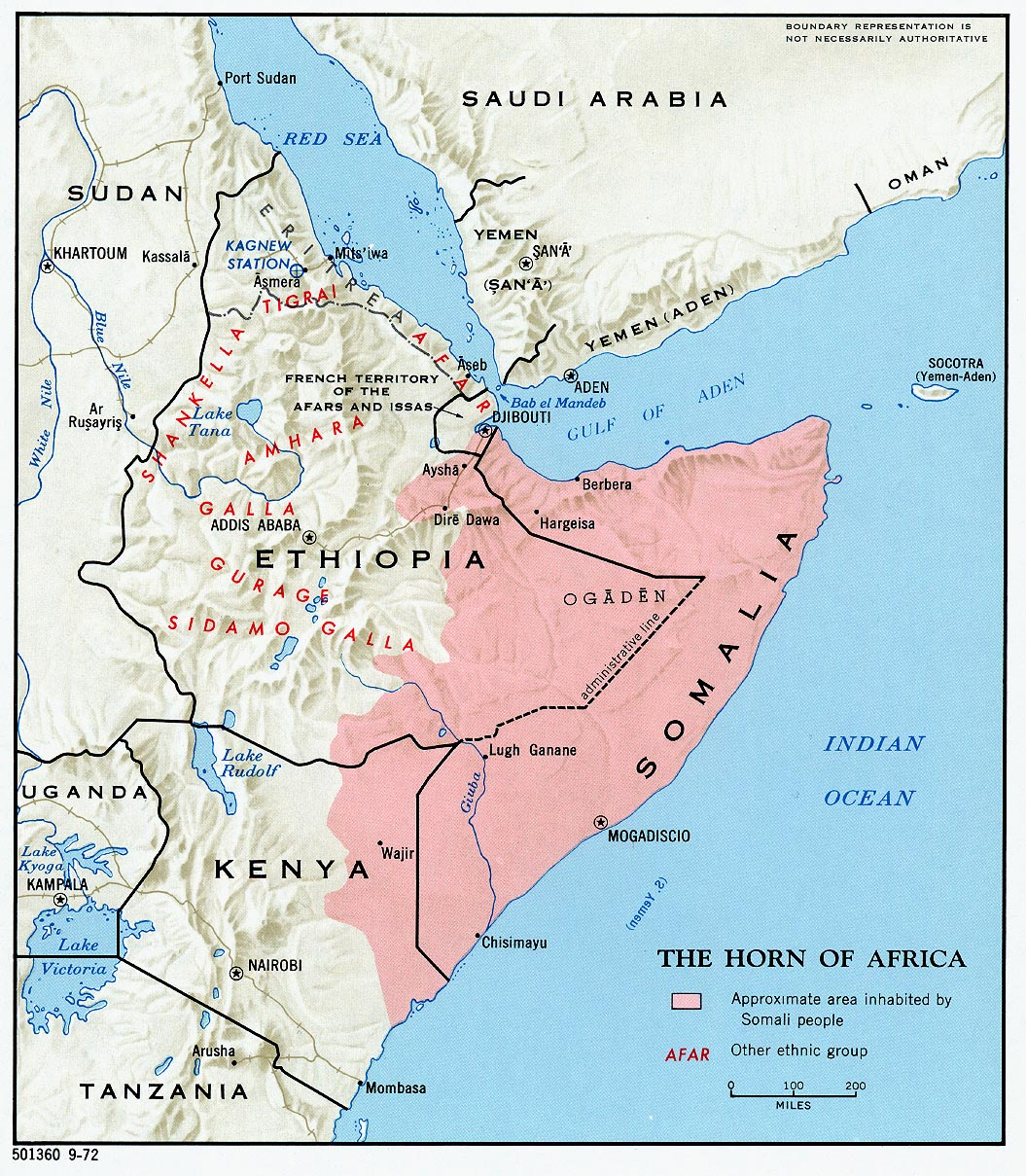
خريطة تمثل إقليم الصومال الكبير التاريخي، يضم أجزاء من إثيوبيا.

الصراع الإثيوبي الصومالي هو نزاع إقليمي وسياسي نشب بين أراضي إثيوبيا الحالية والصومال. استمر النزاع من أواخر الأربعينيات، حين سُلمت منطقة أوغادين إلى إثيوبيا من قِبل البريطانيين، وحتى يومنا هذا، وبلغت التوترات ذروتها في ثلاث حروب وفي العديد من الاشتباكات العسكرية على طول الحدود. ومع ذلك، بسبب الحرب الأهلية الصومالية وعدم وجود حكومة مركزية فعالة في الصومال منذ انهيار جمهورية الصومال الديمقراطية في عام 1991، تتمتع إثيوبيا بالسيطرة العسكرية والاقتصادية.

## خلفية تاريخية
خلال القرن السادس عشر، قاد الإمام أحمد بن إبراهيم الغازي غزو الحبشة (فتوح الحبش)، وجعل ثلاثة أرباع المناطق المسيحية سياسيًا تحت سلطة سلطنة عدل المسلمة. بجيش يتكون بشكل رئيسي من الصوماليين، كانت قوات الغازي وحلفاؤها العثمانيون على وشك محو المملكة الإثيوبية القديمة. ومع ذلك، تمكن الإثيوبيون من الحصول على مساعدة قوات كريستوفاو دا غاما البرتغالية  والحفاظ على استقلالية مناطقهم. استنفد كلا الكيانين السياسيين مواردهما وقواهما العاملة في هذه العملية، ما أدى إلى تقلص كلتا القوتين وتغيير الديناميكا الإقليمية لقرون قادمة. يُرجع العديد من المؤرخين أصول العداء بين الصومال وإثيوبيا إلى هذه الحرب. يقترح بعض العلماء أيضًا أن هذا الصراع أثبت قيمة الأسلحة النارية أمام الأسلحة التقليدية، عن طريق استخدامها من كلا الجانبين، مثل بندقية الفتيل والمسكيت والمدافع والقربينة.  
في القرن التاسع عشر، غزا الملك الإثيوبي منليك الثاني إقليم أوغادين الذي يسكنه الصوماليون. ساهمت هذه الخطوة بشكل مباشر في نشوء حملة صومالية كبيرة مناهضة للاستعمار بقيادة دولة الدراويش التي أسسها سيد محمد بن عبد الله حسن. انهار حكم حسن في النهاية بعد ربع قرن في عام 1920، وذلك بعد قصف جوي بريطاني عنيف.

## الصراع الحديث

### 1948-1982
في عام 1948، تحت ضغط من حلفائهم في الحرب العالمية الثانية واستياء الصوماليين، أعاد البريطانيون منطقة الهود (منطقة رعي صومالية مهمة يفترض أنها محمية بموجب المعاهدات البريطانية مع الصوماليين في عامي 1884 و1886) ومنطقة جالبيد الصومالية إلى إثيوبيا، بناءً على المعاهدة التي وقعوا عليها في عام 1897 والتي تنازل البريطانيون فيها عن الأراضي الصومالية للإمبراطور الإثيوبي منليك مقابل مساعدته ضد غارات القبائل الصومالية.  أدرجت بريطانيا فقرة شرطية تنص على أن يحتفظ السكان الصوماليون باستقلالهم الذاتي، لكن إثيوبيا ادعت على الفور السيادة على المنطقة. أدى ذلك إلى محاولة فاشلة من قِبل بريطانيا في عام 1956 لإعادة شراء الأراضي الصومالية التي سلمتها. أدى الاستياء من قرار عام 1948 إلى محاولات متكررة من قِبل الأطراف الصومالية لإعادة توحيد منطقة أوغادين التي تنازل عنها البريطانيون مع الأراضي الصومالية الأخرى في الصومال الكبرى. شملت الاشتباكات حول المنطقة المتنازع عليها ما يلي:
- حرب الحدود الإثيوبية الصومالية في عام 1964
- حرب أوغادين في عامي 1977 و1978
- حرب حدود إثيوبيا-الصومال في أغسطس عام [9][10]1982
- حرب بين الحدود خلال فترة الفوضى التي قادها أمراء الحرب بين عامي 1998 و2000 [11]

### تاريخ التدخل الإثيوبي (1996-2003)
وقعت أول غزوة نفذتها القوات الإثيوبية بعد سقوط الحكومة الصومالية المركزية في أغسطس 1996. وفي مارس 1999، يُقال إن القوات الإثيوبية داهمت بلدة بلانبال الحدودية الصومالية لملاحقة أعضاء جماعة الاتحاد الإسلامي الذين كانوا يقاتلون من أجل توحيد منطقة أوغادين شرقي إثيوبيا مع الصومال. في وقت لاحق، في أبريل 1999، قال اثنان من القادة الصوماليين، هما علي مهدي وحسين عيديد، في احتجاج رسمي لمجلس الأمن التابع للأمم المتحدة، إن القوات الإثيوبية المدججة بالسلاح دخلت مدينتي بيليدهو ودولو يوم الجمعة 9 أبريل 1999. وزعموا أيضًا أن القوات الإثيوبية استولت على الإدارة المحلية واحتجزت المسؤولين في البلدات. وفي مايو 1999، احتل جنود إثيوبيون، بمساعدة فصيل صومالي موالٍ لإثيوبيا، بلدة لوق في جنوب غرب الصومال، بالقرب من الحدود مع إثيوبيا وكينيا. في أواخر يونيو 1999، شن جنود إثيوبيون، مدعومين بعربات مدرعة، هجومًا من لوق أدى إلى أسر إقليم غاربهاي الإداري في منطقة جدو، الذي كان تحت سيطرة الجبهة الوطنية الصومالية بقيادة حسين عيديد في السابق. بدا أن الهجوم كان يهدف إلى طرد المتمردين الإثيوبيين المتمركزين في الصومال. 